# Liolaemus diaguita
Liolaemus diaguita — вид ігуаноподібних ящірок родини Liolaemidae. Ендемік Аргентини.

## Поширення і екологія
Liolaemus diaguita мешкають в долинах Кальчакі, розташованих в департаменті Гуачіпас, в провінції Сальта, на висоті 1328 м над рівнем моря. Вони живуть в сухих чагарникових заростях. Ведуть наземний спосіб життя, живляться комахами, відкладають яйця.